# Святая Мария (шлюп)
«Святая Мария» — шлюп Сибирской флотилии России.
Шлюп «Святая Мария» был построен на Охотской верфи. Даты закладки и спуска на воду судна не установлены. После спуска на воду вошёл в состав Охотской флотилии. Строительство вёл корабельный мастер Иван Захарович Бубнов.
Сведений о плаваниях шлюпа не сохранилось.
В 1786 году судно разбилось недалеко от устья реки Камчатка.